# Santa Marta (kommunhuvudort i Spanien, Extremadura, Provincia de Badajoz, lat 38,61, long -6,63)
Santa Marta är en kommunhuvudort i Spanien.   Den ligger i provinsen Provincia de Badajoz och regionen Extremadura, i den sydvästra delen av landet, 300 km sydväst om huvudstaden Madrid. Santa Marta ligger 341 meter över havet och antalet invånare är 4 177.
Terrängen runt Santa Marta är platt åt nordost, men åt sydväst är den kuperad. Terrängen runt Santa Marta sluttar norrut. Runt Santa Marta är det glesbefolkat, med 17 invånare per kvadratkilometer. Närmaste större samhälle är Fuente del Maestre, 18,4 km sydost om Santa Marta. Trakten runt Santa Marta består till största delen av jordbruksmark.